# Luis Cabral
Luís de Almeida Cabral (Bissau, 10 april 1931 – Torres Vedras (Portugal), 30 mei 2009) was een politicus uit Guinee-Bissau. Hij was van 1973 tot 1980 de eerste president van Guinee-Bissau.

## Biografie
De familie Cabral was Kaapverdiaans, Luís werd in Bissau geboren, de hoofdstad van de kolonie Portugees Guinea. Hij ging naar de lagere school op de Kaapverdische eilanden, toen eveneens een Portugees gebied, en volgde later een opleiding tot accountant.
Met zijn halfbroer Amílcar was hij in 1956 betrokken bij de oprichting van de "Partido Africano da Independência de Guiné e Cabo Verde", de PAIGC, door Amílcar geleid, die daardoor internationaal bekend werd. In 1959 was Luís betrokken bij een staking van havenarbeiders, die door het Portugese leger werd neergeslagen en bekend werd als het Bloedbad van Pindjiguiti. Hij vluchtte daarop naar Guinee-Conakry omdat hij werd gezocht door de geheime politie, de beruchte PIDE. Vanaf 1963 voerde de PAIGC een gewapende strijd tegen de Portugese kolonisatie, waaraan Luís deelnam en er een commando aanvoerde.

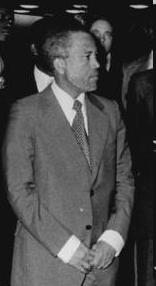
Cabral in 1976

Na de dodelijke aanslag op Amílcar Cabral, in Conakry in 1973, werd de leiding van de partij en de bevrijdingsstrijd tijdens de tweede partijdag in de voorlopige hoofdstad Madina do Boé toevertrouwd aan Aristides Pereira, de latere president van Kaapverdië en aan Luis Cabral als vicesecretaris-generaal. De onafhankelijkheid van Guinee-Bissau werd op 24 september 1973 eenzijdig uitgeroepen door de PAIGC, met Luis Cabral als staatshoofd.
Na de Anjerrevolutie van 25 april 1974 erkende Portugal de onafhankelijkheid van Guinee-Bissau op 10 september 1974. De onafhankelijkheid van de republiek Kaapverdië werd het jaar daarna uitgeroepen: op 5 juli 1975. Luís Cabral werd voorzitter van de Staatsraad (president) van de republiek Guinee-Bissau en er werd een programma van nationale wederopbouw en ontwikkeling gelanceerd, met steun van de Sovjet-Unie, Cuba, China en Scandinavische landen. Naar socialistisch staatsmodel werd de PAIGC de eenheidspartij in beide landen, de partij streefde naar een vereniging van beide staten.
Na de dood van Amílcar Cabral en de onafhankelijkheid verscheen er echter ook instabiliteit in de partij. Luís Cabral werd er van beschuldigd de partij te veel te domineren. Er waren spanningen tussen Kaapverdianen en Guineeërs in de partijleiding. Er kwam een grondwetswijziging die de rol van de president moest inperken, wat op 14 november 1980 leidde tot een staatsgreep door João Bernardo "Nino" Vieira, eerste minister onder Cabral en voormalig commandant van de strijdkrachten. De partij- en staatsbanden met Kaapverdië werden verbroken, diplomatieke betrekkingen werden pas in 1982 weer hersteld. Luís Cabral kon na een periode van dertien maanden gevangenschap in ballingschap naar Cuba vertrekken. Later ging hij naar Kaapverdië en Frankrijk, en vestigde zich ten slotte met zijn familie in Portugal, waar hij tot aan zijn overlijden zou blijven wonen.
Na een periode van burgeroorlog in Guinee-Bissau, in december 1998, werd Luís Cabral door de nieuwe eerste minister Fadul gevraagd om naar Guinee-Bissau terug te komen. Cabral keerde echter pas in 1999 terug, na de machtsovername door generaal Ansumane Mané. Na 19 jaar afwezigheid verklaarde Cabral toen dat hij niet meer politiek actief wilde zijn en ook niet opnieuw lid van de PAIGC zou worden. Hij overleed, 78 jaar oud, in het ziekenhuis van zijn woonplaats Torres Vedras op 30 mei 2009, nadat hij sinds enkele jaren ernstige gezondheidsproblemen had gehad.

## Presidentschap
Als staatshoofd van Guinee-Bissau werd Cabral ervan beschuldigd tijdens zijn eenpartijregime uiterst repressief te regeren, het land werd ook herhaaldelijk getroffen door perioden van hongersnood. Luís Cabral werd ook verantwoordelijk geacht voor de executie van een groot aantal soldaten uit Guinee-Bissau die tijdens de koloniale oorlog aan de zijde hadden gevochten van het Portugese leger, wat hij altijd heeft ontkend. Na de staatsgreep van 1980 heeft de partijkrant van de PAIGC toegegeven dat vele Guineeërs tijdens de koloniale oorlog zijn geëxecuteerd en begraven werden in ongemarkeerde massagraven in bosgebieden.